# Chanoz-Châtenay
Chanoz-Châtenay è un comune francese di 697 abitanti situato nel dipartimento dell'Ain della regione dell'Alvernia-Rodano-Alpi.

## Società

### Evoluzione demografica
Abitanti censiti